# 约阿希姆·弗里德里希
约阿希姆·弗里德里希（Joachim Friedrich，1958年8月11日—）是德國著名兒童文學作家及劇作家，居住在博特鲁普。
约阿希姆·弗里德里希大学时代专攻经济学，获国民经济学博士学位，曾在大学任企业经济学教授，后从事专业创作。 

## 著作
- 《石河島》
- 《朋友4個半》
- 《安娜·拉烏斯的探戈》
- 《咖哩香腸與網路》